# اقتصادات كينزية جديدة
تعتبر الاقتصادات الكينزية الجديدة من مدارس فكر الاقتصاد الكلي التي طُورت في فترة ما بعد الحرب من كتابات جون مينارد كينز. حاول مجموعة من خبراء الاقتصاد (وعلى وجه الخصوص جون هيكس وفرانكو موديلياني وبول سامويلسون) تفسير كتابات كينز وإضفاء الصفة الرسمية عليها وتركيبها مع النماذج النيوكلاسيكية للاقتصادات. أصبح عملهم يُعرف باسم التركيب النيوكلاسيكي وأنشأ النماذج التي شكلت الأفكار الأساسية للاقتصادات الكينزية الجديدة. سيطرت هذه الأفكار على الاقتصاد السائد في فترة ما بعد الحرب وشكلت الاتجاه العام لفكر الاقتصاد الكلي في خمسينيات القرن العشرين وستينياته وسبعينياته.
جرت سلسلة من التحديثات التي هزت النظرية الكينزية الجديدة في سبعينيات القرن العشرين، فأدى ظهور الركود وعمل النقديين أمثال ميلتون فريدمان إلى إلقاء ظلال الشك على النظريات النيوكينزية. وكانت النتيجة سلسلة من الأفكار الجديدة لجلب أدوات التحليل الكينزي الذي كان قادرًا على تفسير الأحداث الاقتصادية لسبعينيات القرن العشرين. بدأت الموجة التالية من التفكير الكينزي مع محاولة لمنح المنطق الكينزي للاقتصاد الكلي أساسًا للاقتصاد الجزئي. ساعد الكينزيون الجدد في تكوين «تحليل نيوكلاسيكي جديد شكّل حينها الاتجاه السائد لنظرية الاقتصاد الكلي»
وبعد ظهور المدرسة الكينزية الجديدة، كان يُشار إلى الكينزيين الجدد في بعض الأحيان باسم «الكينزيون القدامى».

## الأصول
جاء جون مينارد كينز بإطار لتركيب مجموعة من الأفكار الاقتصادية الموجودة بين عام 1900 وعام 1940، وحمل ذاك التحليل اسمه، وهو ما يُعرف بشكل عام باسم الاقتصاديات الكينزية. ركزت المجموعة الأولى من الكينزيين على توحيد الأفكار ضمن أفكار قابلة للتنفيذ وجمعتها مع أفكار من الاقتصادات الكلاسيكية وكتابات ألفريد مارشال.
وعلى وجه العموم، نظر الكينزيون الجدد إلى عقود العمل بكونها مصادر للالتزام بالأجور لتشكيل نماذج توازن من البطالة. نجم عن جهودهم (المعروفة باسم التحليل الكينزي الجديد) تطور نموذج «آي إس إل إم» وأشكال أخرى من الأفكار الكينزية. وفي نهاية المطاف، أنتج هذا البرنامج الفكري المدرسة النقدية وإصدارات أخرى من الاقتصادات الكلية الكينزية في ستينيات القرن العشرين.

## التركيب النيوكلاسيكي
وبعد كينز، دُمج التحليل الكينزي مع الاقتصادات النيوكلاسيكية لإنتاج ما يُشار إليه عمومًا بمصطلح «التركيب النيوكلاسيكي» الذي يُسيطر على الاتجاه السائد لفكر الاقتصاد الكلي. وعلى الرغم من الظن السائد بأنه لم يكن هناك ميل أتوماتيكي إلى التوظيف الكلي، اعتقد العديد أنه إن استُخدمت سياسة الحكومة لضمان الأمر، سيجري الاقتصاد وفقًا لما توقعته النظرية الكلاسيكية أو النيوكلاسيكية وفي السنوات التالية للحرب العالمية الثانية، قُبلت أفكار سياسة كينز على نطاق واسع. وللمرة الأولى، حضّرت الحكومة إحصاءات اقتصادية بنوعية جيدة على وتيرة مستمرة، ونظرية أخبرتهم بما يجب القيام به. وفي حقبة الليبرالية الاجتماعية المرتبطة بالصفقة الجديدة والديموقراطية الاجتماعية، تمتعت غالبية البلدان الرأسمالية الغربية ببطالة ثابتة منخفضة وبمعدل تضخم مقبول.

### نموذج آي إس إل إم (توفير الاستثمار- العرض النقدي لتفضيل السيولة)
أنتجت الاقتصادات الكينزية مع جون هيكس نموذجًا واضحًا استخدمه واضعو السياسات في محاولة لفهم النشاط الاقتصادي والتحكم به. ويُعتبر هذا النموذج بنفس فعالية التحليل الأصلي لكينز وذلك في تحديد السياسة الفعلية وتعليم التدبير. يربط الطلب الكلي والتوظيف بثلاث كميات خارجية، وهي كمية المال المتداول وميزانية الحكومة وحالة التوقعات التجارية. كان هذا النموذج شائعًا جدًا لدى خبراء الاقتصاد بعد الحرب العالمية الثانية، لأنه كان من الممكن فهمه من حيث نظرية التوازن العام. شجع هذا الأمر على رؤية أكثر ثباتًا للاقتصادات الكلية مقارنة بالاقتصادات المذكورة سابقًا.

### منحنى فيليبس

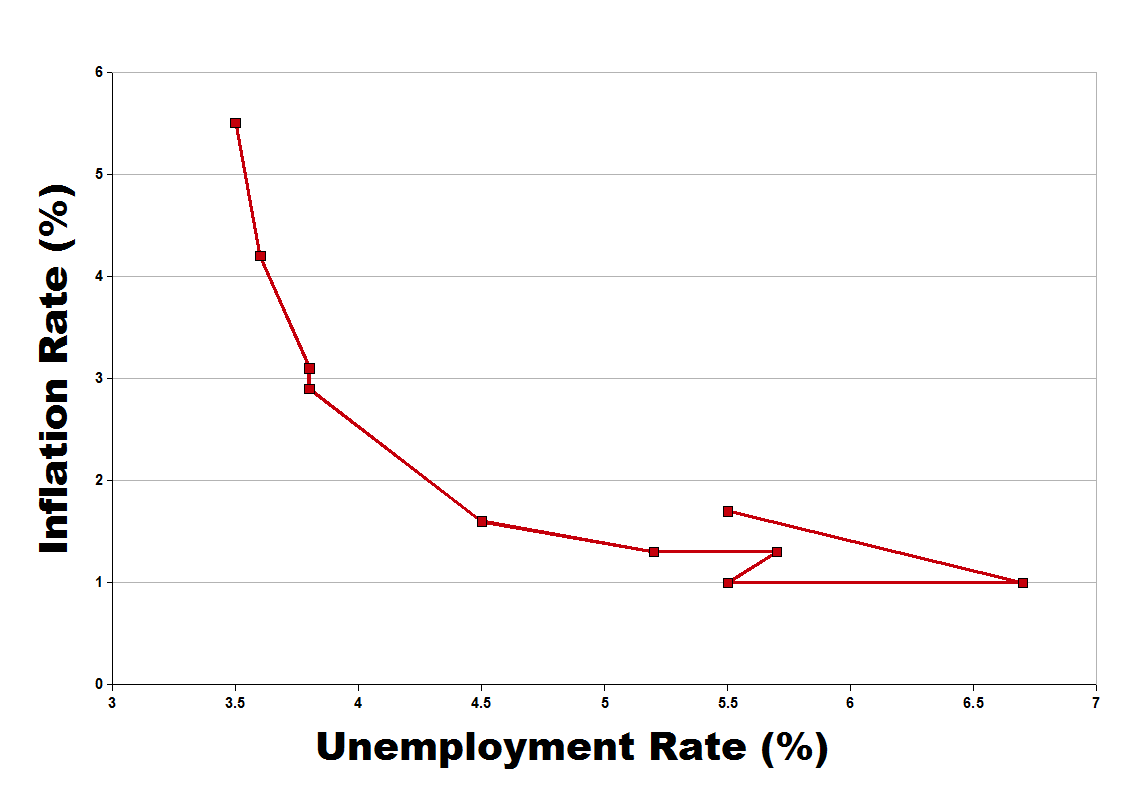
منحنى فيليبس في الولايات المتحدة خلال ستينيات القرن العشرين

كان الجزء الثاني الرئيس من الجهاز النظري لواضعي السياسة الكينزية هو منحنى فيليبس. كان هذا المنحنى ملاحظة تجريبية أكثر من كونه نظريًا وأشار إلى أن زيادة العمالة وتراجع البطالة سيزيد التضخم. توقع كينز أن انهيار البطالة سيسبب سعرًا أعلى وليس معدل تضخم أعلى. بالتالي كان بمقدور الخبير الاقتصادي استخدام نموذج آي إس إل إم للتنبؤ مثلًا بأن زيادة العرض النقدي ستزيد الإنتاج والعمالة، ومن ثم استخدام منحنى فيليبس للتنبؤ بازدياد التضخم.
يمكن رؤية قوة تأثير الكينزية من خلال موجة الخبراء الاقتصاديين التي بدأت في أواخر أربعينيات القرن العشرين مع ميلتون فريدمان الذي رفض التعليم الكينزي باعتباره مضللًا. وعوضًا عن رفض القياسات الكلية والنماذج الكلية للاقتصاد، لقد تبنوا تقنيات التعامل مع الاقتصاد الكلي بكونه يتمتع بموازنة العرض والطلب، لكن وخلافًا للكينيزيين، قالوا بأن تأثيرات «المزاحمة» ستعوق السياسة المالية أو تحرمها من تأثيرها الإيجابي. وعوضًا عن ذلك، يجب أن يكون التركيز على السياسة النقدية التي تجاهلها الكينزيون الأوائل على نحو كبير. دفع النقد النقدي الكينزيين نحو وجهة نظر أكثر توازن بخصوص السياسة النقدية وألهم موجة من تنقيحات النظرية الكينزية.
خلال خمسينيات القرن العشرين، استمرت درجات معتدلة من الطلب الحكومي الذي يؤدي إلى التطوير الصناعي واستخدام السياسات المالية والمعاكسة للدورات الاقتصادية ووصلت إلى ذروتها في «الانطلاق» في ستينيات القرن العشرين حيث بدا للعديد من الكينزيين أن الازدهار قد أصبح دائمًا. وعلى أية حال، بدأت الاقتصادات الليبرالية الحديثة تتراجع من حيث الأداء، وذلك مع حظر النفط عام 1973 والمشاكل الاقتصادية في سبعينيات القرن العشرين. وخلال هذا الوقت، مرت العديد من الاقتصادات بحالات بطالة مرتفعة ومتزايدة وترافق الأمر مع تضخم مرتفع ومتزايد، وهو الأمر الذي تعارض مع توقع منحنى فيليبس.
كان يعني هذا الركود التضخمي أن تطبيق السياسات التوسعية (المضادة للانحسار) والانكماشية (المضادة للتضخم) في الوقت ذاته أمرًا مستحيلًا بشكل واضح. أدت هذه الحيرة إلى ظهور أفكار قائمة على المزيد من التحليل الكلاسيكي بما يشمل النقدية واقتصادات جانب العرض والاقتصادات الكلاسيكية الجديدة. نجم عن هذا الأمر «رابط السياسة» وانهيار الإجماع الكينزي على الاقتصاد.

## الاقتصادات الكينزية الجديدة
خلال ثمانينيات القرن العشرين، تراجعت الاقتصادات الكلية الكينزية بكونها أداة سياسة ومجال دراسة. عوضًا عن ذلك، اعتُقد أن دمج الاقتصادات مع العلم السلوكي ونظرية الألعاب والنظرية النقدية كانت جميعها مجالات بحث أهم. وعلى مستوى السياسة، كانت فترة مارغريت ثاتشر ورونالد ريغان الذين أيدوا تقليل حجم القطاع الحكومي. وعلى أية حال، بالبدء من أواخر ثمانينيات القرن العشرين بدأت الاقتصادات بالرجوع إلى دراسة الاقتصادات الكلية وبدأ واضعو السياسات بالبحث عن وسائل إدارة الشبكة المالية العالمية التي كانت تزداد ترابطًا.[بحاجة لمصدر]
وفي تسعينيات القرن العشرين، سبب «فصل» العرض النقدي والتضخم تشكيكًا متزايدًا بالشكل الأصلي للنقدية. شجعت حالات الفشل المتكررة لتسويق «الانفجار الكبير» في الكتلة السوفيتية السابقة الإحياء المؤخَّر للأفكار الكينزية مع تركيز خاص على إعطاء التحليل الاقتصادي الكلي الكينزي أسسًا صلبة نظريًا في الاقتصادات الجزئية.[بحاجة لمصدر] سُميت هذه النظريات الحديثة بالاقتصادات الكينزية الجديدة. يرتكز مضمون الرؤية الكينزية الجديدة على نماذج الاقتصاد الكلي التي تشير إلى الأجور الأسمية والأسعار بكونها «دبقة»، أي أنها لا تتغير بشكل سهل أو بسرعة مع التغيرات في الطلب والعرض وبالتالي يسود التوافق الكمي. وفقًا للخبير الاقتصادي بول كروغمان فإن هذا الأمر «ينجح بشكل جميل عمليًا لكنه سيئ جدًا من الناحية النظرية».
يزداد تعزيز هذا التكامل من خلال عمل الخبراء الاقتصاديين الآخرين ممن يشككون في اتخاذ القرار المنطقي في بيئة معلومات مثالية وذلك بكونه ضرورة لنظرية الاقتصاد الكلي. أما صناعة القرار غير المثالي[بحاجة لمصدر] مثل ذلك الذي تحراه جوزيف ستيغلتز، فتؤكد على أهمية إدارة الخطر في مجال الاقتصاد.